# Cantonul Bozel
Cantonul Bozel este un canton din arondismentul Albertville, departamentul Savoie, regiunea Rhône-Alpes, Franța.

## Comune
- Bozel (reședință)
- Brides-les-Bains
- Champagny-en-Vanoise
- Feissons-sur-Salins
- Montagny
- La Perrière
- Les Allues
- Planay
- Pralognan-la-Vanoise
- Saint-Bon-Tarentaise